# ミュージック・カクテル
『ミュージック・カクテル』は、2002年4月4日から2003年3月13日までNHK総合で放送された音楽番組である。

## 概要
日本のポップスシーンを代表するトップアーティストがゲストの音楽番組。
前期は、1組のアーティストをマンスリーで特集。8月以降は、毎週1組のアーティストを「スタジオ101」に招いてライブとトークを披露した。

## 放送時間
総合
- 木曜 23:15 - 23:44
- 金曜 10:30 - 10:59

BShi
- 月曜 12:15 - 12:44

## 出演者
司会
- 住吉美紀
- 和久井映見（2002年4月 - 8月）
- パパイヤ鈴木（2002年8月 - 2003年3月）

マンスリーゲスト
- 平井堅
- Mr.Children
- ポルノグラフィティ
- 藤井フミヤ
- 井上陽水

週1ゲスト
- 東京スカパラダイスオーケストラ
- TUBE
- スピッツ
- スケッチショー
- UA
- hitomi
- 山下久美子
- 渡辺美里
- 矢井田瞳
- ミツキヨ（忌野清志郎、及川光博）
- ゴスペラーズ
- 松たか子
- CHAGE and ASKA
- the brilliant green
- THE BOOM
- CHEMISTRY
- HOUND DOG
- クレイジーケンバンド
- 杏里
- ウルフルズ
- スガシカオ
- ゆず
- THE ALFEE